# Laguna-Garzón-Brücke
Die Laguna-Garzón-Brücke ist Teil der Nationalstraße Ruta 10 in Uruguay und verbindet die beiden Departamentos Maldonado und Rocha. Außergewöhnlich ist die zu einem Kreis verbundene Form der vom Architekten Rafael Viñoly entworfenen Brücke.

## Geschichte, Planung und Finanzierung

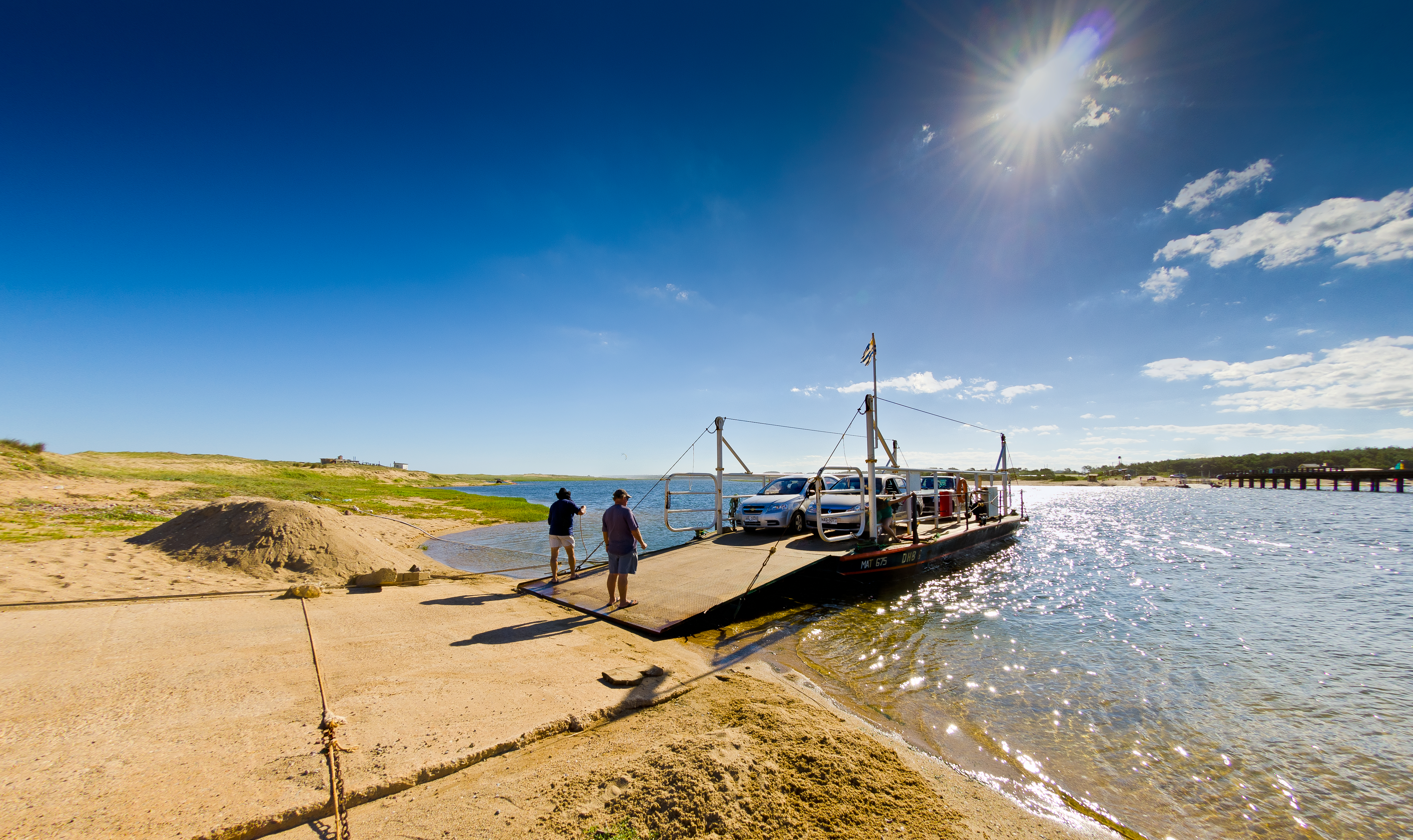
Fährverbindung zwischen 1995 und Dezember 2015

Seit 1950 gab es seitens des Ministeriums für Transport Interesse am Bau einer Brücke im Bereich der Lagune Garzón, um die Städte Maldonado und Rocha miteinander zu verbinden. Diese Idee wurde aber nicht verwirklicht. Zwischen 1995 und Dezember 2015 überbrückte eine Fährverbindung die Lagune, die von der Nationalen Direktion für Hydrographie betrieben wurde.
Die kleinen Fähren konnten maximal drei bis vier Fahrzeuge gleichzeitig und nur vergleichsweise wenige Fahrzeuge pro Tag transportieren. Daher wurde die Idee der Brücke erneut aufgegriffen, insbesondere als Antrieb für die touristische Entwicklung des Departamentos Rocha. Erst im September 2014 genehmigte das Umweltschutzdirektorium die Finanzierung und die sonstigen Rahmenbedingungen. Ermöglicht wurde dies insbesondere durch eine öffentlich-private Partnerschaft zwischen dem Verkehrs- und Bauministerium (MTOP) und dem Unternehmen Las Garzas Blancas SA, das rund 80 % des Investitionsvolumens übernahm.
Der Bau der Brücke wurde besonders von dem argentinischen Geschäftsmann Eduardo Constantini forciert und finanziert. Er besitzt Land in Rocha, das sich deutlich langsamer entwickelt als Maldonado. Durch die Brücke kommt es zu einem Ausgleich, von dem das Departamento, aber auch Constantini profitieren.
Die Planungen der Brücke wurden von dem uruguayischen Architekten Rafael Viñoly durchgeführt, der bereits zahlreiche Projekte in verschiedenen Ländern verwirklicht hatte (z. B. den Flughafen Montevideo oder das als „Walkie Talkie“ bezeichnete Hochhaus in London).
Ziel der außergewöhnlichen Bauform war, mit der Brücke eine touristische Attraktion zu schaffen, den Verkehr zu entschleunigen und auf die Schönheit der Lagune aufmerksam zu machen. Die Brücke soll auch für Fußgänger ein Ort der Erholung sein.

## Beschreibung

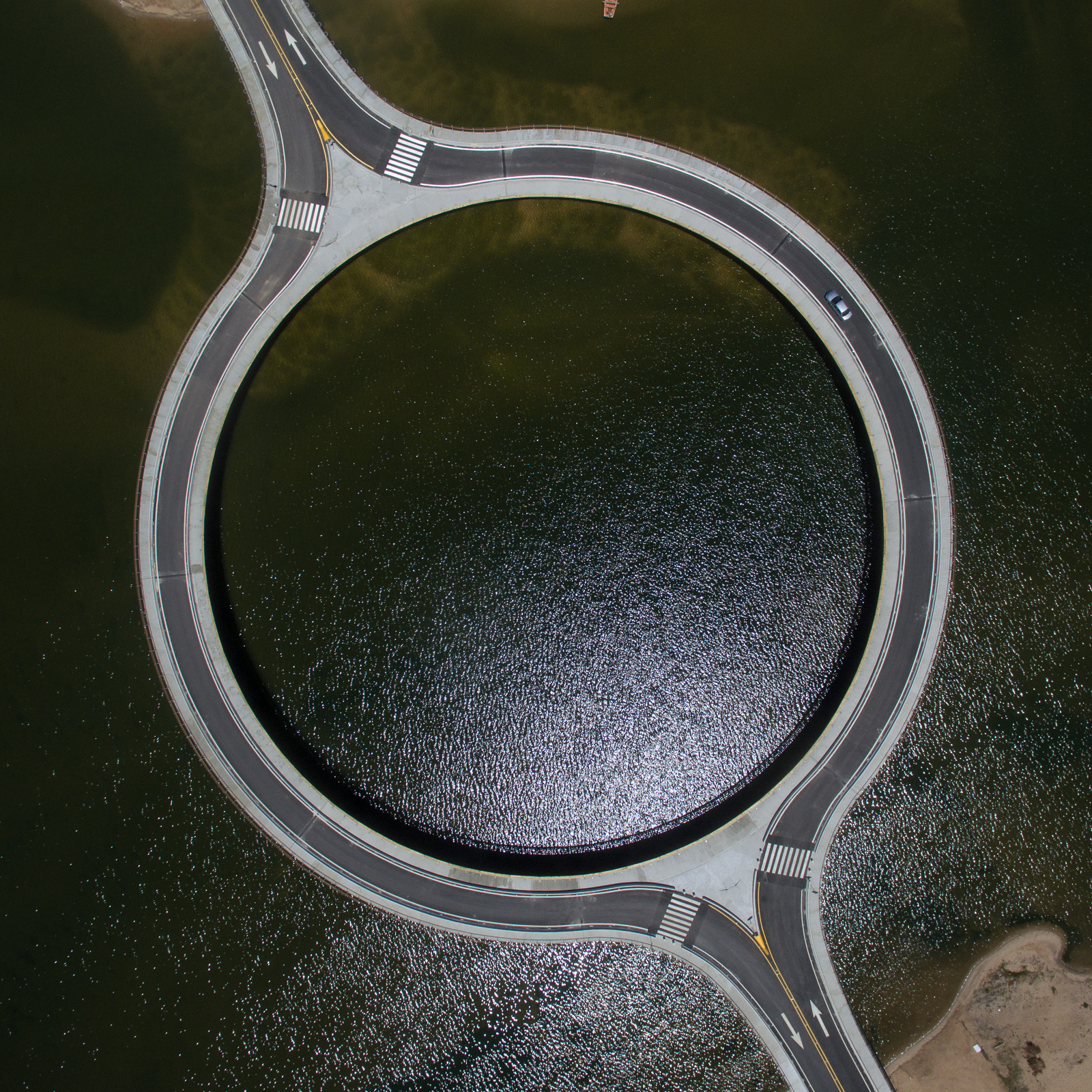
Aus der Vogelperspektive lässt sich die kreisrunde Form besonders gut erkennen

Die Brücke besteht aus einem kreisrunden Mittelteil mit einem Radius von 51,5 m und zwei diametral angeordneten, geradlinigen Zufahrten mit einer Länge von jeweils 46 m. Der runde Mittelteil der Brücke ruht auf 16 Pfeilern mit einem Abstand von etwa 20 m. Die Fahrbahn befindet sich in einer Höhe von 4 m über dem Wasserspiegel. Am Übergang zum Mittelteil gabelt sich die Straße und jede Fahrtrichtung wird einzeln als Einbahnstraße über die Kreissegmente geführt. Eine Nutzung der Brücke als Kreisverkehr ist nicht möglich.
Auf beiden Seiten jeder Straße befinden sich Fußwege, die durch Betonschutzwände von der Fahrbahn getrennt sind. Die Fußwege verlaufen sowohl auf der Außenseite als auch auf der Innenseite des Rings. Die äußeren Fußwege sind nachts flächig beleuchtet. An den Zufahrten befinden sich Fußgängerüberwege, die zur zusätzlichen Verkehrsberuhigung als Bodenwelle ausgeformt sind.

## Bau
Der Bau wurde von dem Bauunternehmen Saceem aus Uruguay ausgeführt, das bereits mehrere große Brückenprojekte wie die „Puente de las Américas“ in Montevideo verwirklichte. Geologische Vermessungen der bis zu 15 m tiefen Lagune ergaben, dass die Bodenschichten aus Sandpartikeln unterschiedlicher Größe aufgebaut waren. Für den Bau wurde zunächst ausgehend vom östlichen Ufer im Bereich unterhalb der späteren Brücke ein Fangedamm errichtet, mit Sand aufgeschüttet und somit das Baufeld trockengelegt. Die bis zu 70 t schweren Betonfertigteile wurden vor Ort hergestellt. Die Pfeiler wurden über den Fangedamm zur Einsatzstelle transportiert und mithilfe eines Großkrans aufgestellt. Nach der Fertigstellung der östlichen Brückenhälfte wurde der Fangedamm wieder abgebaut und am Westufer aufgebaut. Durch diese sequentielle Vorgehensweise war der Wasserweg immer mindestens zur Hälfte passierbar. Auf den Pfeilern und Stützen ruht der Überbau aus Stahl- und Spannbeton, wobei trapezoidförmig ausgebildete Hohlkastenträger zum Einsatz kommen. Nach der kompletten Fertigstellung wurde auch am Westufer der Fangedamm wieder entfernt.
Insgesamt wurden für den Bau 450 t geformter Stahl, 40.000 m nachgespannte Kabel und 3.500 m³ Beton verwendet. Die Brücke wurde am 22. Dezember 2015 dem Verkehr übergeben.